# Megateo
Víctor Ramón Navarro Serrano  alias Megateo (San Calixto, 25 de enero de 1976-Hacari͵ 2 de octubre de 2015) fue un guerrillero colombiano. Perteneció al grupo subversivo Ejército Popular de Liberación y a su posterior disidencia en la Región del Catatumbo (Norte de Santander).

## Biografía
Nació en la zona urbana del municipio de San Calixto (Norte de Santander). 

### Militancia en el EPL y disidencias
Se unió en 1990 al Ejército Popular de Liberación. En 1991, cuando ‘Megateo’ tenía 15 años y esa guerrilla inició diálogos para desmovilizarse, algunos de sus integrantes, al mando de Francisco Caraballo, se negaron a dejar las armas, incluyéndose él mismo. La presión de la Fuerza Pública, así como la captura de Caraballo en 1994, redujo a esta guerrilla a una pequeña disidencia replegada en la Región Oriental de Colombia. Por el compromiso que mostró con la organización insurgente, fue escalonando posiciones en el grupo armado hasta ser nombrado jefe de milicias en San Calixto (Norte de Santander), y tiempo después, jefe de finanzas del Frente ‘Libardo Mora Toro’. Muerto en enero de 2000 Hugo Alberto Carvajal, alias "El Nene", principal cabecilla del EPL en los Santanderes, los restos de la organización disidente quedaron en manos de Megateo.

### Comandante de las disidencias del EPL
El primer hecho delictivo en el que aparece su nombre relacionado data de 14 de noviembre de 2001, cuando ordenó el secuestro del grupo musical del cantante Alfredo Gutiérrez. El 14 de agosto de 2005 ordena y dirige el ataque a una patrulla de la Policía de Ábrego en la vereda Pávez, que dejó como resultado 4 uniformados muertos, el vehículo incinerado y la pérdida de cuatro fusiles Galil calibre y un revólver Smith & Wesson. 
El 21 de abril de 2006, ordenó una emboscada que dejó muertos 10 detectives del Departamento Administrativo de Seguridad (DAS), 6 soldados y un informante que iban en su búsqueda. Los hechos se registraron en zona rural de Hacarí, en un punto entre Mesarrica y Astilleros. Por este crimen, 'Megateo' le entregó dos puchos de cocaína, un reloj de oro y $2 millones, al detective del DAS Carlos Alberto Suárez Reyes, quien filtró la información de la operación en su contra al guerrillero.
El 25 de julio de 2008, dos hombres lograron drogarlo junto a uno de sus escoltas. Pretendían entregárselo al DAS a cambio de la recompensa que las autoridades colombianas ofrecían por su captura. La entrega de 'Megateo' y su escolta se dio a las afueras de Ocaña, donde dos detectives de esa institución los montaron en el platón de una camioneta con el fin de traerlos a Cúcuta. Sin embargo, y dentro de lo que todavía se considera como un misterio, 'Megateo' desapareció en algún punto de la vía que de Ocaña conduce a Cúcuta. Los detectives encargados de su custodia manifestaron en ese entonces que, al intentar recapturarlo, sus armas se habían encasquillado y no habían podido detenerlo cuando este se internó en la maleza.

## Muerte
Megateo, según informe de las autoridades, murió desmembrado por mala manipulación de una bomba de parte de él, en medio de un combate que su grupo armado sostuvo contra la Fuerza Pública en agosto de 2015 en Norte de Santander; pero solo se confirmó su muerte varias semanas después debido a que su cuerpo no apareció en la zona (solo se encontró una pierna, confirmando su muerte mediante prueba de ADN del miembro corporal, cotejado con ADN de una tía de él). La muerte de Megateo fue dada a conocer por el Presidente de Colombia; Juan Manuel Santos, el Embajador de Colombia en Washington; Juan Carlos Pinzón y el Ministro de Defensa; Luis Carlos Villegas, a comienzos de octubre de 2015, en el marco de un operativo conocido por las Fuerzas Militares como Operación Solemne. Murió junto a 4 hombres más.